# Гай Фуфій Гемін
Гай Фуфій Гемін (лат. Gaius Fufius Geminus) — політичний діяч часів Римської імперії, консул-суффект 2 року до н. е.
Походив з роду нобілів Фуфіїв. Був або сином, або племінником того Фуфія Геміна, який був губернатором Паннонії в 35 році до н. е. 2 року до н. е став одним з консулів-суффектів, які замінили на посаді 13-разового ординарного консула імператора Октавіана Августа і Марка Плавція Сільвана. Разом з Гаєм Фуфієм консулами-суффектами того року були Квінт Фабріцій і Луцій Каніній Галл. Фуфій Гемін був на посаді лише кілька місяців — до 1 грудня його замінили. Припускається, що він, можливо, загинув, перебуваючи на посаді, або його викрили в політичних інтригах, що супроводжували вигнання дочки Октавіана Августа Юлії, внаслідок чого його ім'я було стерто з Fasti Magistrorum Vici. 
Він є батьком Квінта Фуфія Геміна, консула 29 року.